# Drosophila bomarea
Drosophila bomarea är en tvåvingeart som beskrevs av Hunter 1979. Drosophila bomarea ingår i släktet Drosophila och familjen daggflugor.
Artens utbredningsområde är Colombia.